# Fuente del Campo das Hortas
La Fuente del Campo das Hortas (en portugués: Fonte do Campo das Hortas, literalmente Fuente del Campo de los Jardines) es una fuente situada en parroquia civil de Sé, municipio de Braga, en el norte de Portugal.
Esta fuente es un ejemplo del modelo de fuente establecido en todo Portugal en los siglos XVI y XVII, que fue promovido por primera vez en 1554 por João Lopes o Velho (el Viejo) en Viana do Castelo.
El 8 de marzo de 1594 se emitió un contrato, por parte del arzobispo Agostinho de Jesús por la Archidiócesis de Braga, al maestro constructor Manuel Luis para la construcción de una fuente en el Campo de Santa Ana. No hubo ninguna indicación de si se completó el proyecto dentro del año o el tiempo predefinido.
En el siglo XIX, la fuente fue trasladada al Campo das Hortas. En 1910, las cruces de Santa Ana y el Campo das Hortas se clasificaron como monumento nacional. A pesar de que no fueron localizadas juntas, ni naturalmente fueron contemporáneas, fueron consideradas para ser construidas de forma idéntica por las autoridades portuguesas.